# Crisenoy
Pour les articles homonymes, voir Crisenoy (homonymie).
Crisenoy est une commune française située dans le département de Seine-et-Marne, en région Île-de-France, à 11 km de Melun (77) direction Meaux, en pleine Brie.

## Géographie

### Localisation
La commune est située à environ 10,6 kilomètres au nord-est  de Melun.

### Communes limitrophes
Les communes limitrophes sont : Yèbles (4,9 km), Champdeuil (2,8 km), Saint-Germain-Laxis (4,5 km), Moisenay (4,5 km), Fouju (3,5 km), et Andrezel (5,2 km).
| Champdeuil          | Yèbles   | Andrezel |
| Saint-Germain-Laxis | Crisenoy | Fouju    |
| Saint-Germain-Laxis | Moisenay | Fouju    |

### Géologie et relief
La commune est classée en zone de sismicité 1, correspondant à une sismicité très faible.

### Hydrographie

#### Réseau hydrographique

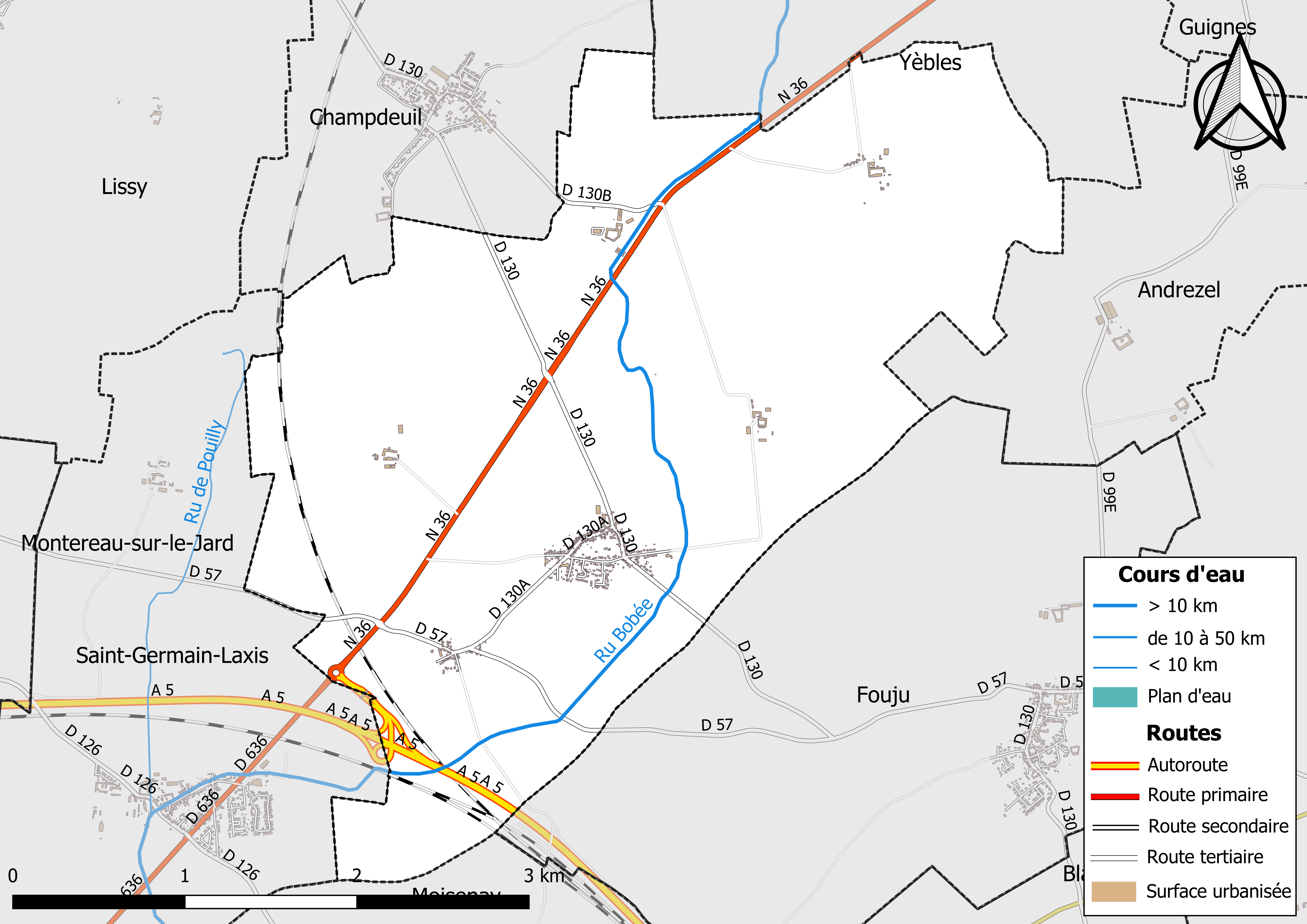
Carte des réseaux hydrographique et routier de Crisenoy.

Le réseau hydrographique de la commune se compose d'un seul cours d'eau référencé : le Ru Bobée, 11,13 km, qui conflue avec l’Almont.
La longueur totale des cours d'eau sur la commune est de 5,51 km.

#### Gestion des cours d'eau
Afin d’atteindre le bon état des eaux imposé par la directive-cadre sur l'eau du 23 octobre 2000, plusieurs outils de gestion intégrée s’articulent à différentes échelles : le Schéma directeur d'aménagement et de gestion des eaux(SDAGE) à l’échelle du bassin hydrographique, et le Schéma d'aménagement et de gestion des eaux(SAGE), à l’échelle locale. Ce dernier fixe les objectifs généraux d’utilisation, de mise en valeur et de protection quantitative et qualitative des ressources en eau superficielle et souterraine. Le département de Seine-et-Marne est couvert par six SAGE, au sein du bassin Seine-Normandie.
La commune fait partie du SAGE « Yerres », approuvé le 13 octobre 2011, dont le territoire correspond au bassin versant de la rivière Yerres, d'une superficie de 1 017 km2, parcouru par un réseau hydrographique de 450 kilomètres de long environ, répartis entre le cours de l’Yerres et ses affluents principaux que sont : le ru de l'Étang de Beuvron, la Visandre, l’Yvron, le Bréon, l’Avon, la Marsange, la Barbançonne, le Réveillon. Le pilotage et l’animation du SAGE sont assurés par le syndicat mixte pour l’Assainissement et la Gestion des eaux du bassin versant de l’Yerres (SYAGE), qualifié de « structure porteuse ».

### Climat
Pour des articles plus généraux, voir Climat de l'Île-de-France et Climat de Seine-et-Marne.
En 2010, le climat de la commune est de type climat océanique dégradé des plaines du Centre et du Nord, selon une étude du CNRS s'appuyant sur une série de données couvrant la période 1971-2000. En 2020, Météo-France publie une typologie des climats de la France métropolitaine dans laquelle la commune est exposée à un climat océanique altéré et est dans une zone de transition entre les régions climatiques « Sud-ouest du bassin Parisien » et « Nord-est du bassin Parisien ».
Pour la période 1971-2000, la température annuelle moyenne est de 11,2 °C, avec une amplitude thermique annuelle de 15,5 °C. Le cumul annuel moyen de précipitations est de 700 mm, avec 11,1 jours de précipitations en janvier et 7,9 jours en juillet. Pour la période 1991-2020, la température moyenne annuelle observée sur la station météorologique la plus proche, située sur la commune de Montereau-sur-le-Jard à 6 km à vol d'oiseau, est de 11,6 °C et le cumul annuel moyen de précipitations est de 657,9 mm,. Pour l'avenir, les paramètres climatiques de la commune estimés pour 2050 selon différents scénarios d'émission de gaz à effet de serre sont consultables sur un site dédié publié par Météo-France en novembre 2022.

### Milieux naturels et biodiversité
Aucun espace naturel présentant un intérêt patrimonial n'est recensé sur la commune dans l'inventaire national du patrimoine naturel,,.

## Toponymie
Le nom de la localité est mentionné sous les formes A. de Crosiniaco en 1232 ; La ville de Croisenoy en 1322 ; Crisenaium vers 1350 ; Creusenay en 1364 ; Croisonnoy et Croisonny en 1384 ; Crosenoy en 1385 ; Crisnoy en Brye en 1490 ; Croizenay en 1491 ; Crysenoy en 1492 ; Crisenoy en 1495 ; Crisenoy et Champigny en l'an IX.

## Urbanisme

### Typologie
Au 1er janvier 2024, Crisenoy est catégorisée bourg rural, selon la nouvelle grille communale de densité à sept niveaux définie par l'Insee en 2022.
Elle est située hors unité urbaine. Par ailleurs la commune fait partie de l'aire d'attraction de Paris, dont elle est une commune de la couronne,. Cette aire regroupe 1 929 communes,.

### Lieux-dits et écarts
La commune compte 54 lieux-dits administratifs répertoriés consultables ici (source : le fichier Fantoir) dont les Bordes, Champigny, Genouilly, Suscy, Vert Saint-Père.

### Occupation des sols
L'occupation des sols de la commune, telle qu'elle ressort de la base de données européenne d’occupation biophysique des sols Corine Land Cover (CLC), est marquée par l'importance des territoires agricoles (96,1 % en 2018), une proportion identique à celle de 1990 (96,1 %). La répartition détaillée en 2018 est la suivante : 
terres arables (91,7 %), zones agricoles hétérogènes (4,5 %), zones urbanisées (2,1 %), zones industrielles ou commerciales et réseaux de communication (1,8 %).
Parallèlement, L'Institut Paris Région, agence d'urbanisme de la région Île-de-France, a mis en place un inventaire numérique de l'occupation du sol de l'Île-de-France, dénommé le MOS (Mode d'occupation du sol), actualisé régulièrement depuis sa première édition en 1982. Réalisé à partir de photos aériennes, le Mos distingue les espaces naturels, agricoles et forestiers mais aussi les espaces urbains (habitat, infrastructures, équipements, activités économiques, etc.) selon une classification pouvant aller jusqu'à 81 postes, différente de celle de Corine Land Cover,,. L'Institut met également à disposition des outils permettant de visualiser par photo aérienne l'évolution de l'occupation des sols de la commune entre 1949 et 2018.

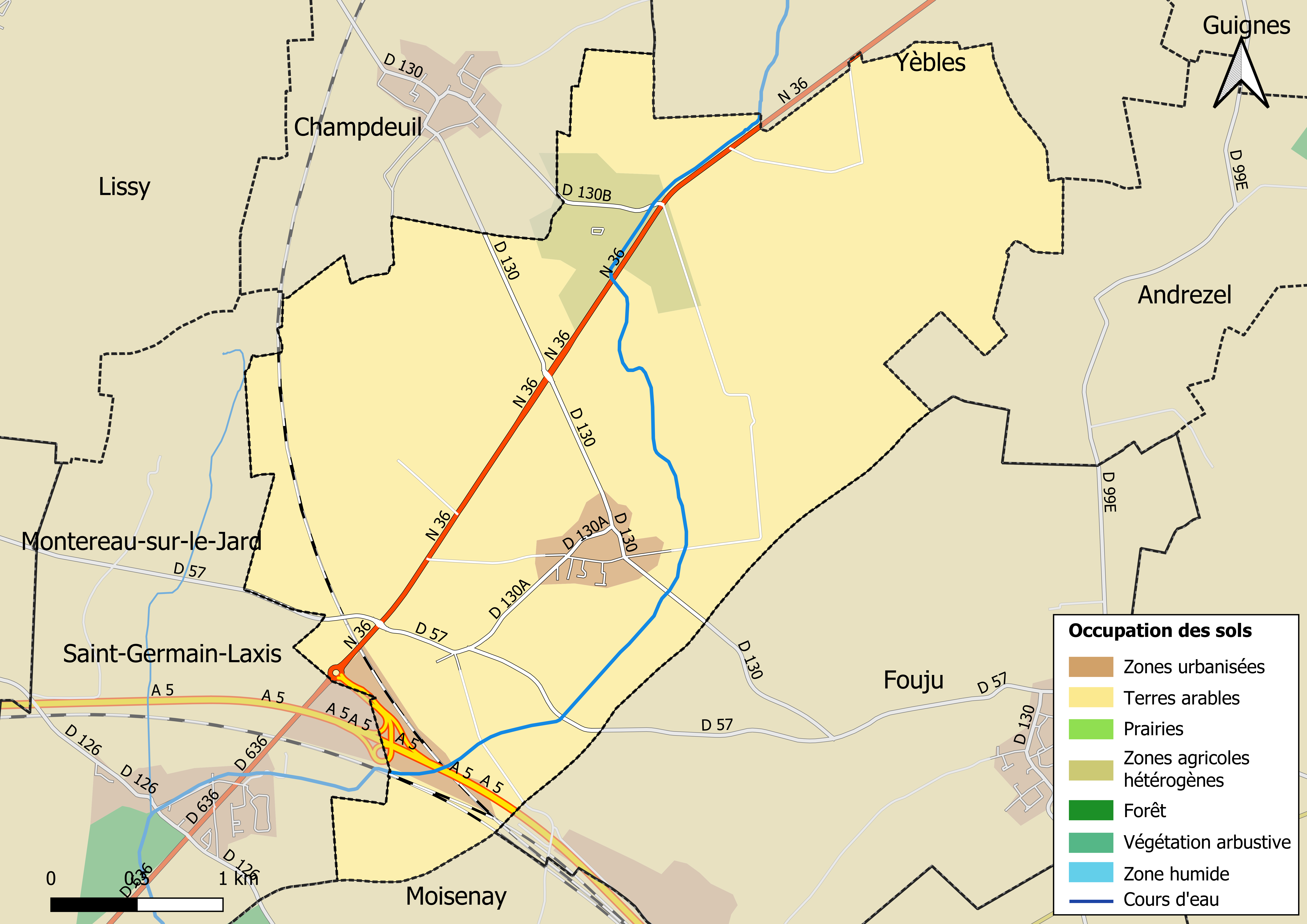
Carte des infrastructures et de l'occupation des sols en 2018 (CLC) de la commune.
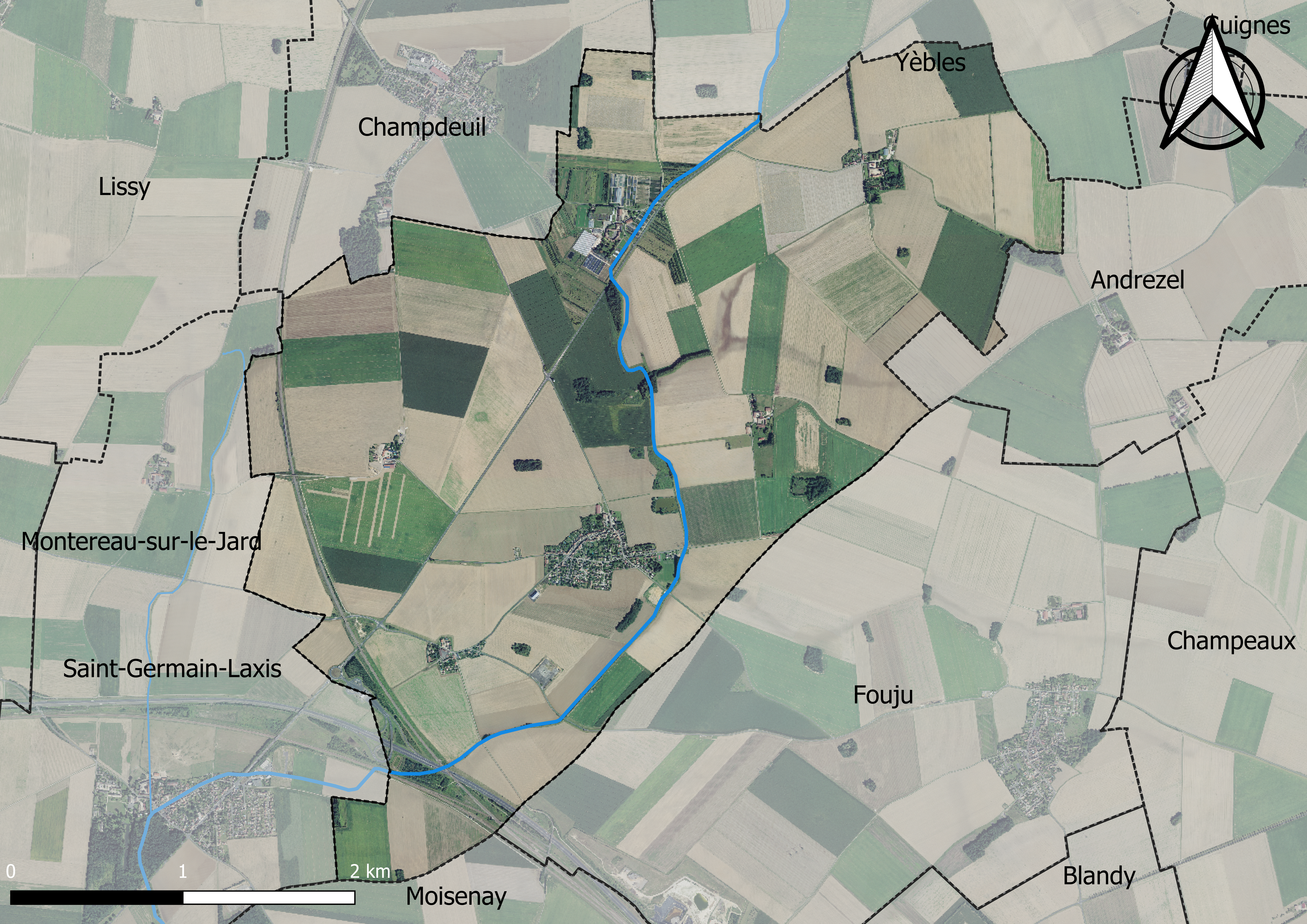
Carte orhophotogrammétrique de la commune.

### Planification
La commune disposait en 2019 d'un plan local d'urbanisme en révision. Le zonage réglementaire et le règlement associé peuvent être consultés sur le Géoportail de l'urbanisme.

### Logement
En 2016, le nombre total de logements dans la commune était de 265 dont 94,3 % de maisons et 5,3 % d’appartements.
Parmi ces logements, 89,6 % étaient des résidences principales, 3,9 % des résidences secondaires et 6,5 % des logements vacants.
La part des ménages fiscaux propriétaires de leur résidence principale s’élevait à 85,5 % contre 11,9 % de locataires et 2,5 % logés gratuitement,.

### Voies de communication et transports

#### Transports
La commune est desservie par la ligne d’autocars N° 37A (Ozouer-le-Voulgis – Melun) du réseau de bus Pays Briard.

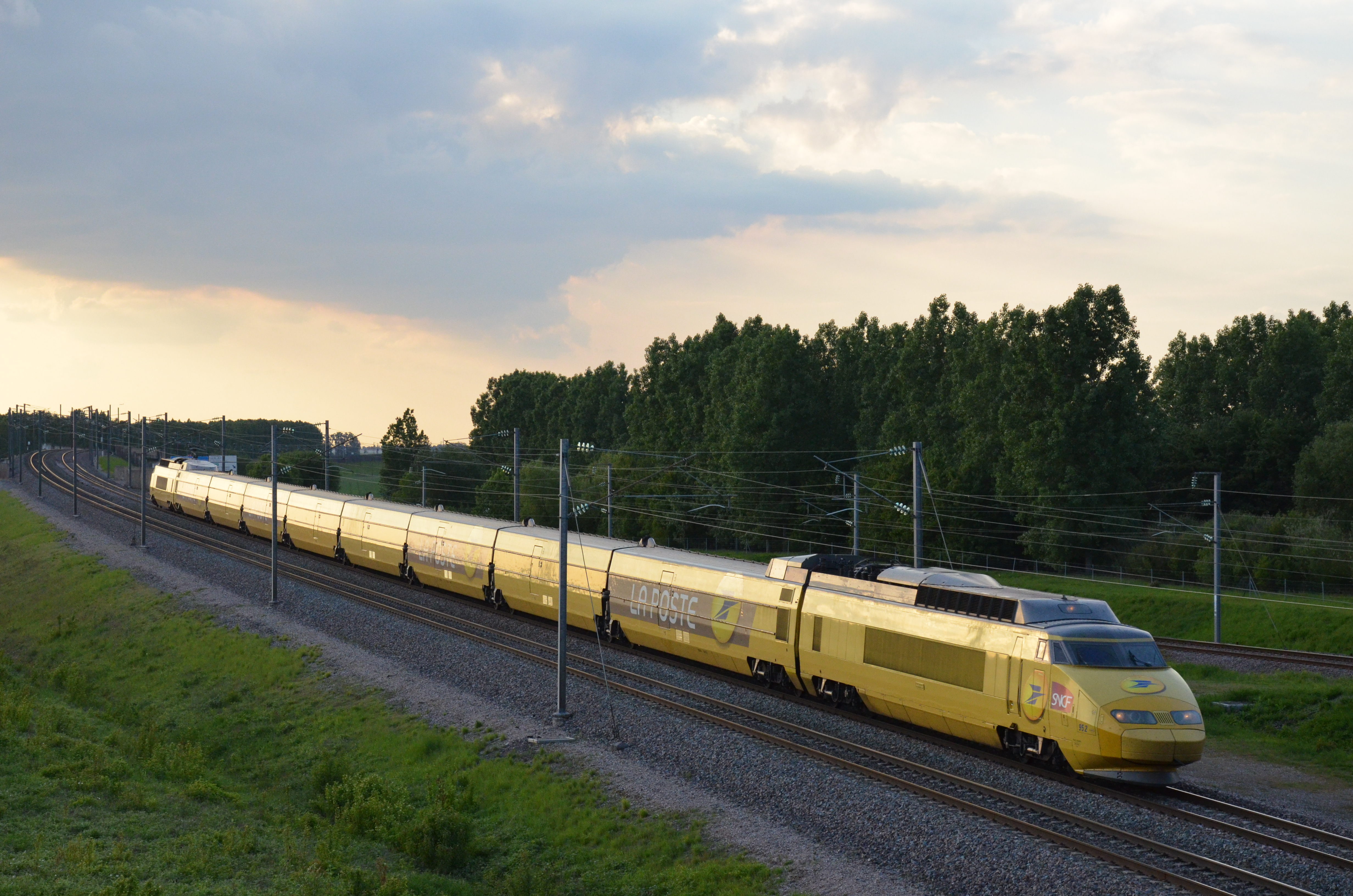
Le TGV postal à la bifurcation de Crisenoy, sur la LGV Sud-Est.

Crisenoy est desservie par deux lignes d'autocars du transporteur Darche Gros :
ligne 1 : Gare de Melun / Rebais - Avenue du Général de Gaulle ;
ligne 37 : Ozouër le Voulgis - Les Etards / Gare de Melun.

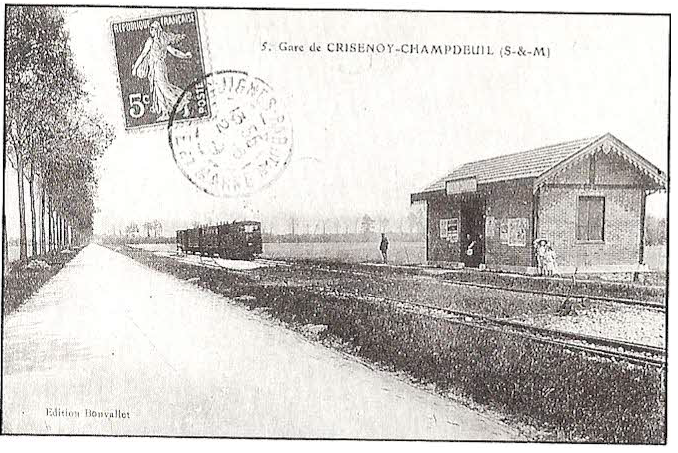
L'ancienne gare de Champdeuil-Crisenoy.

Les prochaines gares se trouvent à Melun et à Verneuil-l'Étang, la Ligne à grande vitesse entre Villeneuve-Saint-Georges et Moisenay traverse le sud-est du territoire de la commune. Sur l'ancien Tramway de Verneuil-l'Étang à Melun (en service de 1901 à 1950), Crisenoy partageait une gare avec la commune voisine de Champdeuil.

## Histoire

### Période moderne
Au cours de la période moderne, l'actuel territoire de la commune de Crisenoy comprend trois paroisses : Crisenoy, Champigny-en-Brie et Suscy. Toutes trois relèvent alors du diocèse de Sens, de l'archidiaconé de Melun et du doyenné de Melun. Elles avaient pour églises paroissiales, respectivement, Saint-Pierre, qui est la seule église conservée, Sainte-Madeleine et Saint-Sulpice.

### Période contemporaine
Entre 1790 et 1794, la commune de Crisenoy absorbe celle de Champigny, puis en 1842 celle de Suscy.

## Politique et administration
| Période                                  | Période  | Identité             | Étiquette | Qualité |
| ---------------------------------------- | -------- | -------------------- | --------- | ------- |
| Les données manquantes sont à compléter. |          |                      |           |         |
| avant 1988                               | ?        | Bernard Vandenberghe |           |         |
| mars 2001                                | 2008     | Alfred Lelandais     |           |         |
| mars 2008                                | 2014     | Michel Magne         |           |         |
| mars 2014                                | En cours | Hervé Jeannin        |           |         |

## Équipements et services

### Eau et assainissement
L’organisation de la distribution de l’eau potable, de la collecte et du traitement des eaux usées et pluviales relève des communes. La loi NOTRe de 2015 a accru le rôle des EPCI à fiscalité propre en leur transférant cette compétence. Ce transfert devait en principe être effectif au 1er janvier 2020, mais la loi Ferrand-Fesneau du 3 août 2018 a introduit la possibilité d’un report de ce transfert au 1er janvier 2026,.

#### Assainissement des eaux usées
En 2020, la gestion du service d'assainissement collectif de la commune de Crisenoy est assurée par la communauté de communes Brie des Rivières et Châteaux (CCBRC) pour la collecte, le transport et la dépollution. Ce service est géré en délégation par une entreprise privée, dont le contrat arrive à échéance le 31 juillet 2022,,.
L’assainissement non collectif (ANC) désigne les installations individuelles de traitement des eaux domestiques qui ne sont pas desservies par un réseau public de collecte des eaux usées et qui doivent en conséquence traiter elles-mêmes leurs eaux usées avant de les rejeter dans le milieu naturel. La communauté de communes Brie des Rivières et Châteaux (CCBRC) assure pour le compte de la commune le service public d'assainissement non collectif (SPANC), qui a pour mission de vérifier la bonne exécution des travaux de réalisation et de réhabilitation, ainsi que le bon fonctionnement et l’entretien des installations. Cette prestation est déléguée à l'entreprise Veolia, dont le contrat arrive à échéance le 31 juillet 2022,.

#### Eau potable
En 2020, l'alimentation en eau potable est assurée par la communauté de communes Brie des Rivières et Châteaux (CCBRC) qui en a délégué la gestion à l'entreprise Veolia, dont le contrat expire le 31 décembre 2025,.

## Population et société
L'évolution du nombre d'habitants est connue à travers les recensements de la population effectués dans la commune depuis 1793. Pour les communes de moins de 10 000 habitants, une enquête de recensement portant sur toute la population est réalisée tous les cinq ans, les populations de référence des années intermédiaires étant quant à elles estimées par interpolation ou extrapolation. Pour la commune, le premier recensement exhaustif entrant dans le cadre du nouveau dispositif a été réalisé en 2004.

En 2022, la commune comptait 595 habitants, en évolution de −12,37 % par rapport à 2016 (Seine-et-Marne : +3,92 %, France hors Mayotte : +2,11 %).
| 1793 | 1800 | 1806 | 1821 | 1831 | 1836 | 1841 | 1846 | 1851 |
| ---- | ---- | ---- | ---- | ---- | ---- | ---- | ---- | ---- |
| 436  | 412  | 386  | 419  | 376  | 356  | 376  | 381  | 360  |

| 1856 | 1861 | 1866 | 1872 | 1876 | 1881 | 1886 | 1891 | 1896 |
| ---- | ---- | ---- | ---- | ---- | ---- | ---- | ---- | ---- |
| 355  | 398  | 391  | 396  | 421  | 437  | 369  | 424  | 390  |

| 1901 | 1906 | 1911 | 1921 | 1926 | 1931 | 1936 | 1946 | 1954 |
| ---- | ---- | ---- | ---- | ---- | ---- | ---- | ---- | ---- |
| 369  | 362  | 364  | 360  | 344  | 313  | 327  | 408  | 413  |

| 1962 | 1968 | 1975 | 1982 | 1990 | 1999 | 2004 | 2006 | 2009 |
| ---- | ---- | ---- | ---- | ---- | ---- | ---- | ---- | ---- |
| 417  | 406  | 382  | 436  | 580  | 604  | 632  | 644  | 629  |

| 2014 | 2019 | 2022 | - | - | - | - | - | - |
| ---- | ---- | ---- | - | - | - | - | - | - |
| 659  | 620  | 595  | - | - | - | - | - | - |

## Économie

### Revenus de la population et fiscalité
En 2018, le nombre de ménages fiscaux de la commune était de 236, représentant 632 personnes et la  médiane du revenu disponible par unité de consommation  de 27 490 euros.

### Emploi
En 2018, le nombre total d’emplois dans la zone était de 64, tandis qu’il y a 328 actifs  résidants (dont 5,7 % dans la commune de résidence et 94,3 % dans une commune autre que la commune de résidence).
Le taux d'activité de la population (actifs ayant un emploi) âgée de 15 à 64 ans s'élevait à 78,8 % contre un taux de chômage de 4,7 %.
Les 16,5 % d’inactifs se répartissent de la façon suivante : 8 % d’étudiants et stagiaires non rémunérés, 6 % de retraités ou préretraités et 2,5 % pour les autres inactifs.

### Secteurs d'activité

#### Entreprises et commerces
Au 31 décembre 2019, le nombre d’unités légales et d’établissements (activités marchandes hors agriculture) par secteur d'activité était de 32 dont 1 dans l’industrie manufacturière, industries extractives et autres, 7 dans la construction, 6 dans le commerce de gros et de détail, transports, hébergement et restauration, 1 dans l’Information et communication, 2 dans les activités financières et d'assurance, 2 dans les activités immobilières, 10 dans les activités spécialisées, scientifiques et techniques et activités de services administratifs et de soutien et 3  étaient relatifs aux autres activités de services.
En 2020, 6 entreprises ont été créées sur le territoire de la commune, dont 4 individuelles.
Au 1er janvier 2021, la commune ne disposait pas d’hôtel et de terrain de camping.

#### Agriculture
Crisenoy est dans la petite région agricole dénommée la « Brie française », (ou Basse-Brie), une partie de la Brie autour de Brie-Comte-Robert. En 2010, l'orientation technico-économique de l'agriculture sur la commune est la culture de fleurs et horticulture diverse.
Si la productivité agricole de la Seine-et-Marne se situe dans le peloton de tête des départements français, le département enregistre un double phénomène de disparition des terres cultivables (près de 2 000 ha par an dans les années 1980, moins dans les années 2000) et de réduction d'environ 30 % du nombre d'agriculteurs dans les années 2010. Cette tendance se retrouve au niveau de la commune où le nombre d’exploitations est passé de 8 en 1988 à 7 en 2010. Parallèlement, la taille de ces exploitations augmente, passant de 166 ha en 1988 à 196 ha en 2010.
Le tableau ci-dessous présente les principales caractéristiques des exploitations agricoles de Crisenoy, observées sur une période de 22 ans : 
|                                      | 1988  | 2000  | 2010  |
| ------------------------------------ | ----- | ----- | ----- |
| Dimension économique,                |       |       |       |
| Nombre d’exploitations (u)           | 8     | 8     | 7     |
| Travail (UTA)                        | 54    | 40    | 25    |
| Surface agricole utilisée (ha)       | 1 327 | 1 381 | 1 369 |
| Cultures                             |       |       |       |
| Terres labourables (ha)              | 1 282 | 1 308 | 1 308 |
| Céréales (ha)                        | 832   | 774   | 790   |
| dont blé tendre (ha)                 | 555   | 632   | 537   |
| dont maïs-grain et maïs-semence (ha) | 219   | s     | 156   |
| Tournesol (ha)                       | s     |       |       |
| Colza et navette (ha)                | s     | s     | 173   |
| Élevage                              |       |       |       |
| Cheptel (UGBTA)                      | 12    | 4     | 5     |

## Culture locale et patrimoine

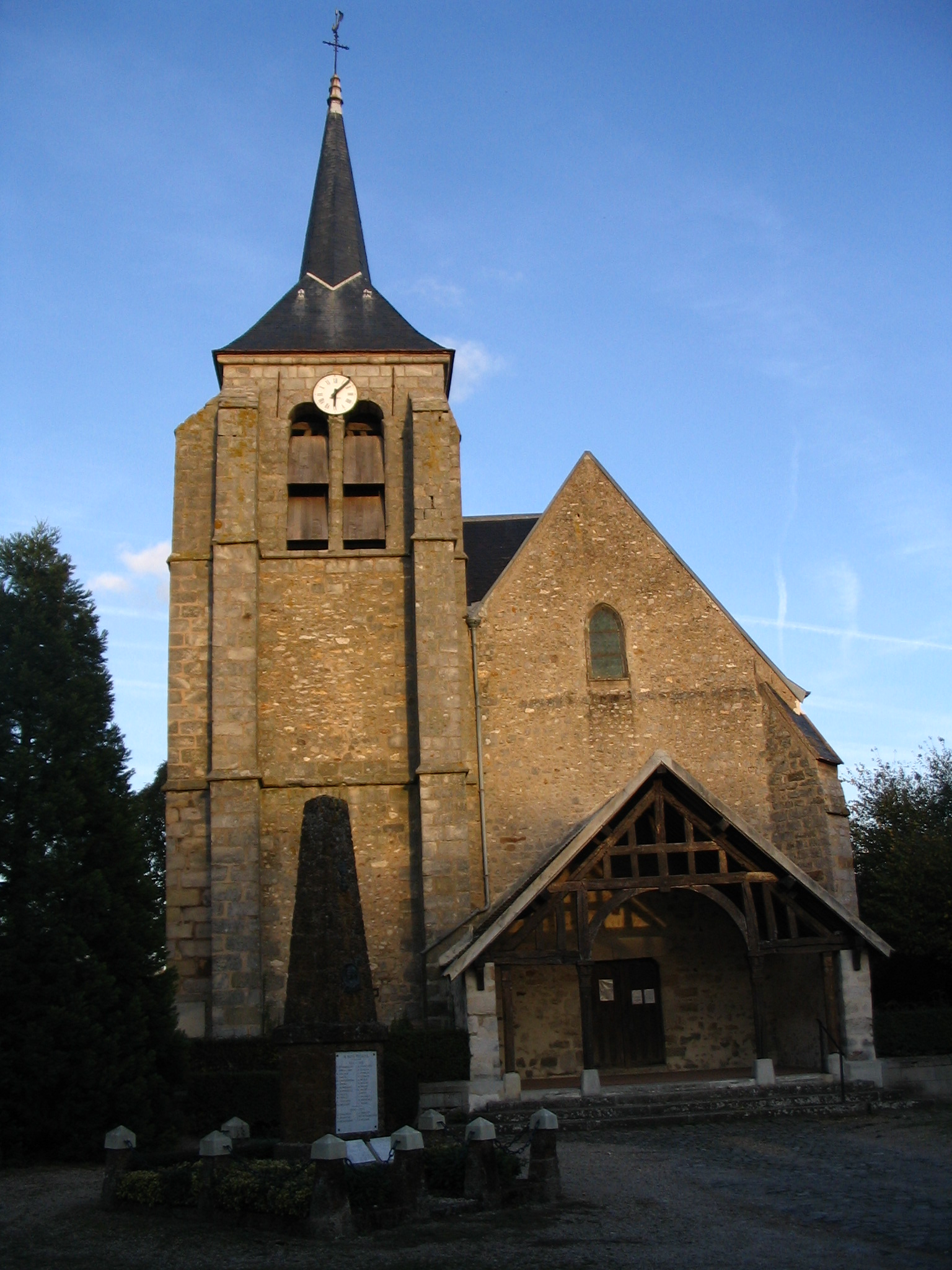
L'église de Crisenoy.

### Monuments et lieux remarquables
- Jardin d'agrément et parc dit parc du château de Crisenoy  Inscrit MH[52] ;
- Parc de chasse dit pépinière Croux et ferme de Genouilly  Inscrit MH[53] ;
- Jardin d'agrément du domaine de Suscy  Inscrit MH[54].

### Autres lieux et monuments
- Église Saint-Pierre de Crisenoy édifiée au XIIe siècle ;
- Monument aux morts.

### Personnalités liées à la commune
- Achille Étienne Marie Gigault de Crisenoy (1756-1802), mort au château de Crisenoy, maître des requêtes, conseiller au Parlement de Paris, député au Conseil des Anciens ;
- Pierre Émile de Crisenoy (1825-1902), un artiste-peintre né à Crisenoy qui a obtenu le titre de peintre officiel de la Marine en 1867 ;
- Stanislas Dombeck (1931-2013), international de football français.